# Троадская епархия
Троадская епархия — историческая епархия Константинопольской православной церкви. В настоящее время титулярная кафедра для викарных епископов Константинопольского Патриархата.
Одним из крупнейших городов в эллинистический период была Александрия Троадская, называемая в «Деяниях апостолов» просто Троадой. По названию города стал в древности называться и весь полуостров Троада на северо-западе Малой Азии, который вдаётся в Эгейское море к югу от Мраморного моря и Дарданелл.
В 1924 году, в связи с обменом греческим и турецким населением между Турцией и Грецией, кафедра прекратила своё существование и перешла в разряд титулярных.

## Епископы
историческая епархия
- Марин (325 год)
- Никоний (344 год)
- Силуан (нач. V века)
- Пионий (451 год)
- Лев (787 год)
- Петр (в IX веке)

титулярная кафедра
- Андрей (Лагурос) (4 февраля 1951 — 1987)
- Алексий (Панайотопулос) (17 мая 1987 — 13 марта 1999)
- Савва (Зембиллас) (2 февраля 2002 — 3 ноября 2011)
- Петр (Бозинис) (8 ноября 2015 — 17 ноября 2023)